# Anneliese Rockenbach
Anneliese Rockenbach (Mariánské Lázně, 3 marzo 1943) è un'ex nuotatrice venezuelana.
Specializzata nello stile libero e nel dorso, ha partecipato ai Giochi di Roma 1960 e di Tokyo 1964, gareggiando nei 100m sl e 100m dorso.
Ai Giochi panamericani del 1963, ha vinto 1 bronzo nella Staffetta 4x100m mista.